# Moresby (Kumbria)
Moresby – wieś i civil parish w Anglii, w Kumbrii, w dystrykcie (unitary authority) Cumberland. W 2001 miejscowość liczyła 1280 mieszkańców.